# 투앙쿠 셰드 시라주딘
투앙쿠 셰드 시라주딘(말레이어: Tuanku Syed Sirajuddin)은 말레이시아 왕실의 일원으로, 현재 프를리스의 제7대 국왕이다. 2001년부터 2006년까지 말레이시아의 국왕으로 재직했다. 프를리스주에는 프를리스만을 대표하는 별도의 국왕이 있다.